# 1.ª Escuadrilla Aeronaval de Helicópteros
La 1.ª Escuadrilla Aeronaval de Helicópteros (EAH1) es una unidad táctica de la Aviación Naval de la Armada Argentina creada en 1979 con asiento en la Base Aeronaval Comandante Espora (BACE) y dependencia de la Fuerza Aeronaval N.º 2. Su dotación es el helicóptero Aérospatiale AS-555SN Fennec 2. Participó en las operaciones aéreas de combate en las islas Malvinas y Georgias del Sur. También participó en la guerra del Golfo y en gran cantidad de ejercicios bilaterales e internacionales tanto en América, África y el Mar Mediterráneo en distintos contextos.
Aparte de tener personal de la Armada Argentina la Escuadrilla también ha tenido pilotos del Ejército Argentino, de la Marina de Brasil, de la Armada de Chile y de la Policía Federal Argentina.

## Historia

### Organización
En el marco de una modernización de la Armada Argentina durante la década de 1970. La 1.ª Escuadrilla Aeronaval de Helicópteros fue creada en 1979 por resolución del comandante en jefe de la Armada junto a la 2.ª Escuadrilla Aeronaval de Helicópteros, ambas sucesoras de la antigua Escuadrilla Aeronaval de Helicópteros. Los primeros helicópteros que empleó la EAH1 fueron dos Westland Lynx MK.23 incorporados en 1978 para operar embarcados en los destructores Tipo 42 y una decena de Sud-Aviation SA316 Alouette III adquiridos entre 1969 y 1978.
Los primeros años de la Escuadrilla fueron de gran trabajo, formando pilotos y tripulaciones de helicópteros, preparando el equipamiento y entrenando el personal para operar desde tierra, buques o portaviones, colaborando con la Flota de Mar y la Infantería de Marina y asistiendo en la Antártida.

### Conflicto de las Malvinas
En el año 1982, la 1.ª Escuadrilla tenía siete helicópteros SA316 Alouette III y dos Sea Lynx Mk.23 siendo su comandante el capitán de corbeta Augusto Rivolta.
El 20 de febrero de 1982, un SA316 embarcó en el Transporte Polar ARA Bahía Paraíso (B-1) para cumplir la Campaña Antártica 1981/82.
El 23 de marzo de 1982 la Junta Militar ordenó mediante el Acta N.º 4 «M»/82 la recuperación de las islas Malvinas. Para lograr esto, el Comando de la Aviación Naval formó tres grupos aeronavales, el Costero, el Insular y el Embarcado. Mientras tanto, la Escuadrilla realizó su apresto en la Base Aeronaval Comandante Espora.
El 27 de marzo, un Sea Lynx embarcó en el Destructor ARA Hércules (D-1) y el otro en el Destructor ARA Santísima Trinidad (D-2). Al día siguiente, tres helicópteros Alouette III se embarcaron en el Portaaviones ARA Veinticinco de Mayo (V-2). Ese mismo día, la Fuerza de Tareas Anfibias zarpó de la Base Naval Puerto Belgrano con rumbo a las Malvinas.
Durante la travesía, los Sea Lynx efectuaron vuelos de exploración y reconocimiento antisubmarina y antisuperficie para proteger a la flota. Los SA316 hicieron guardia de rescate del Portaaviones durante los vuelos del Grupo Aeronaval Embarcado.
El 2 de abril la Fuerza de Tareas ejecutó la Operación Rosario. La Fuerza de Desembarco atacó las fuerzas de defensa isleñas, las que tras un combate se rindieron por orden del gobernador Rex Hunt. Hubo solo una baja argentina y ninguna británica o malvinense.
Durante esta operación, las aeronaves de la Escuadrilla realizaron vuelos de traslado de personal, material y heridos.
El 15 de mayo, el Sea Lynx embarcado en el ARA Hércules sufrió una falla y cayó al mar perdiéndoselo. La tripulación resultó ilesa y rescatada. El otro Sea Lynx permaneció en operaciones hasta el 22 de mayo, día en el que entró en emergencia por anormalidades técnicas; se lo sacó del servicio permanentemente. La Armada vendió finalmente el aparato en el año 1987.

#### Operación Georgias
El helicóptero SA316 Alouette III, matrícula 3-H-110, como se explicó, había embarcado en el ARA Bahía Paraíso para la Campaña Antártica. Su tripulación se componía por el teniente de navío Remo Busson, teniente de corbeta Guillermo Guerra y el suboficial segundo Julio Gatti. A fines de febrero, el buque incorporó un helicóptero SA330L Puma del Ejército Argentino.
En marzo, el Bahía Paraíso custodió a los trabajadores argentinos que estaban en Grytviken, islas Georgias del Sur.
Tras la Operación Rosario, el Grupo Naval Antártico recibió órdenes de reunirse con la Corbeta ARA Guerrico (P-2) para preparar un asalto en las Georgias del Sur. La madrugada del 3 de abril se cumplió lo ordenado. El Alouette III cumplió un reconocimiento para identificar zonas de helidesembarcado, lo que llevaría a cabo el Puma. Este efectuó dos vuelos para trasladar infantes de marina a Punta Coronel Zelaya, donde fue objeto de un ataque al intentar aterrizar. El Puma aterrizó con muertos y heridos a bordo. El Alouette III recogió los heridos y partió al Bahía Paraíso.
El Alouette III continuó llevando dos infantes a la playa y regresando con heridos, totalizando 20 viajes. De esta manera, el desembarco quedó completado. Mientras tanto, la Corbeta ARA Guerrico abrió fuego de calibre 100 mm; y la tropa británica se rindió.
Las acciones del helicóptero Alouette III 3-H-110 constituyeron el bautismo de fuego de la Aviación Naval argentina.

#### Hundimiento del Crucero ARA General Belgrano
Un Alouette III matrícula 3-H-105 equipados con misiles y cañones fue embarcado en el crucero ARA General Belgrano, el cual con dos destructores conformaba el Grupo de Tareas 79.3, con la misión de rechazar posibles incursiones británicas al sur de las Malvinas. Tras días de operaciones, el 2 de mayo a las 16:30 horas el buque fue atacado y hundido por el submarino HMS Conqueror (S48). Entre los 323 fallecidos de la tripulación del General Belgrano, estaban el Suboficial Mayor Ramón Barrios y el Suboficial Segundo Roberto Lobo de la 1.ª Escuadrilla. Por lo cual, la bandera de guerra de la unidad lleva la distinción "Operaciones de Combate - Malvinas".
El 4 de mayo dos Alouette III embarcados en el rompehielos ARA Almirante Irízar y el buque polar ARA Bahía Paraíso buscaron náufragos del ARA General Belgrano e hicieron transporte entre un buque y otro.
El 8 de mayo se le asignó la misión de proveer protección fronteriza a la isla Grande de Tierra del Fuego, para hacerlo se dividió en dos grupos que trabajaron desde Ushuaia y Río Grande armados con misiles aire-superficie AS-11 y AS-12, cañones de 12 mm y ametralladoras MAG 7,62 mm.

#### Posguerra
Después de terminar la guerra, la EAH1 quedó con sus dos Sea Lynx fuera de servicio en 1985 por el embargo de armas y repuestos impuesto por el Reino Unido, por lo que operó desde entonces con los Alouette III en todos sus despliegues.

### Guerra del Golfo

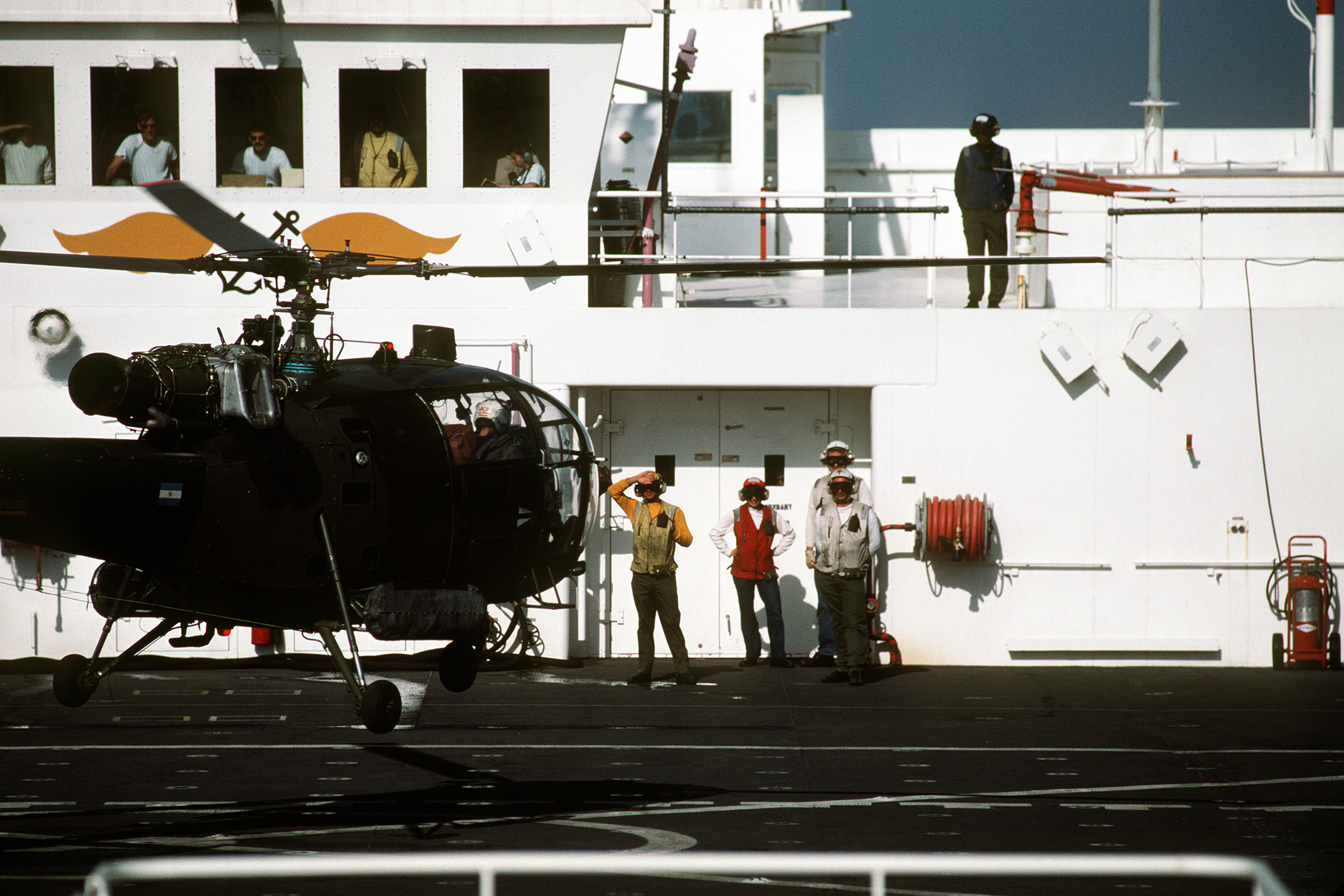
Helicóptero Alouette III de la EAH1 en el buque USNS Comfort (T-AH-20) durante la Operación Tormenta del Desierto.

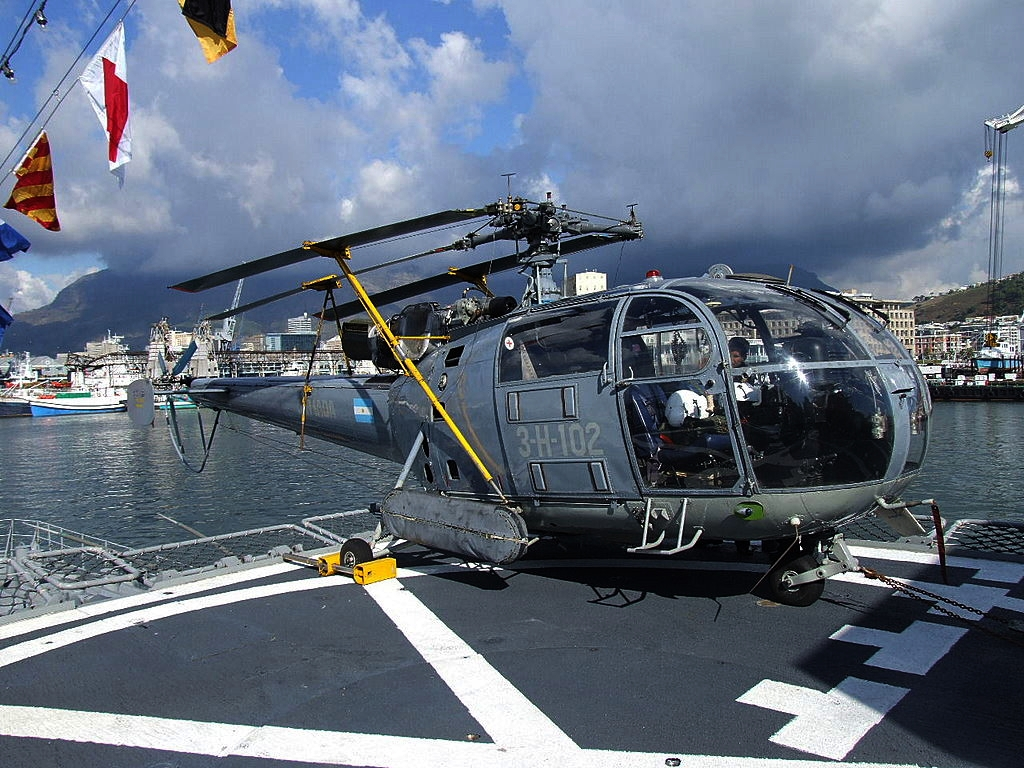
SA316 Alouette III.

En agosto de 1990 las Fuerzas Armadas Iraquíes al mando de Sadam Huseín invadieron Kuwait, esto motivó la creación de una fuerza multinacional para restablecer la independencia de Kuwait. Dentro de la política exterior de reconciliación con los países del bloque de Occidente deterioradas por el conflicto de las Malvinas, el gobierno del entonces Presidente de la Nación Argentina Carlos Menem ordenó el 18 de septiembre de 1990 alistar buques de guerra para apoyar la Operación Escudo del Desierto. Dicha tarea fue llamada Operativo Alfil por la Armada Argentina, se armó el Grupo de Tareas 88.0 al mando del Capitán de Navío Eduardo Rosenthal. El GT 88.0 fue compuesto por el destructor ARA Almirante Brown (D-10), la corbeta ARA Spiro (P-43) y una Sección de helicópteros Alouette III de la 1.ª Escuadrilla Aeronaval de Helicópteros. El GT zarpó el 25 de septiembre.
La Sección de helicópteros totalizó 67 vuelos, accidente operativo afortunadamente sin víctimas provocado por una falla de turbina, redujo la dotación a una aeronave. La aeronave accidentada fue recuperada pero su reparación fue considerada demasiado onerosa.
Entre febrero y mayo de 1991 el Grupo de Tareas 88.0 fue relevado por el Grupo de Tareas 88.1 compuesto por: la corbeta ARA Rosales (P-42), el transporte ARA Bahía San Blas (B-4). Entre julio y agosto de 1991 se realizó el regreso del GT 88.1, finalizando la misión el 2 de agosto de 1991.

### Finales de los años 1990

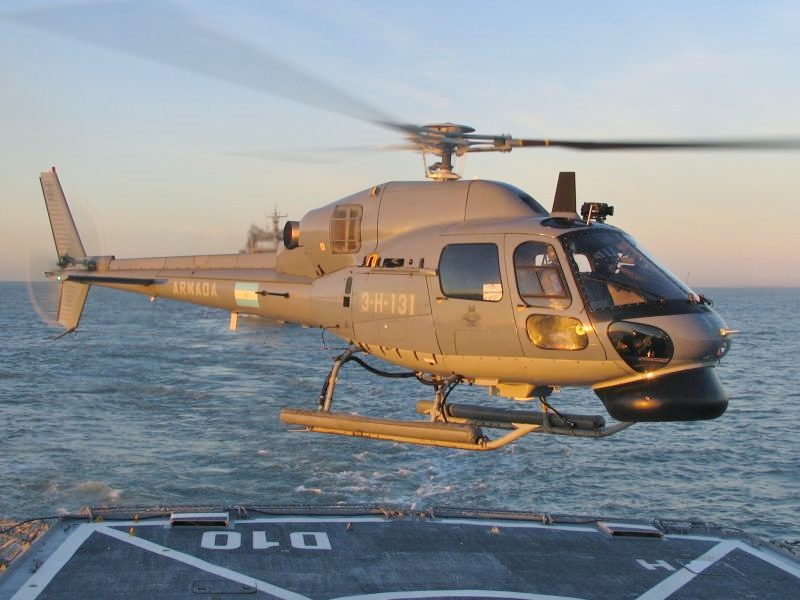
Helicóptero Fennec 2 en la cubierta de vuelo del ARA Almirante Brown (D-10).

En el año 1996 la Armada adquirió el helicóptero AS555SN Fennec 2, para dar a los destructores MEKO 360 la posibilidad de apuntar blancos más allá del horizonte del buque. De esta forma se multiplicó el poder de fuego de dicha clase de buques y la Escuadrilla pudo realizar técnicas y tácticas que había dejado de hacer por no tener más los Sea Lynx.
La 1.ª Escuadrilla ha participado de los ejercicios UNITAS, Fraterno, Atlasur, Solid Step y otros. Además, colaboró en el control de la soberanía del mar Argentino embarcando desde buques patrulleros.

## Aeronaves
Los helicópteros que sirven o han servido en la Escuadrilla:
- SA316 Alouette III (1978-2010)[8]
- Westland Sea Lynx MK.23 (1978-1985)[7]
- AS555SN Fennec 2 (1996-presente)[21]